# سكوت أندرسون (لاعب هوكي الحقل)
سكوت أندرسون (بالإنجليزية: Scott Anderson) هو لاعب هوكي الحقل نيوزيلندي، ولد في 26 يونيو 1968.

## وصلات خارجية
- سكوت أندرسون على موقع أوليمبيديا (الإنجليزية)
- سكوت أندرسون على موقع اللجنة الأولمبية النيوزيلندية (الإنجليزية)